# Palacio de Balchik
El palacio de Balchik (en búlgaro: Дворец в Балчик, Dvorets v Balchik) es un palacio en la ciudad búlgara del mar Negro y  complejo turístico de Balchik en el sur de Dobruja. El nombre oficial del palacio fue "Palacio del nido tranquilo". Fue construido entre 1926 y 1937, durante el control rumano de la región, para las necesidades de la reina María de Rumania. El complejo del palacio se compone de una serie de villas residenciales, un salón de fumar, una bodega, una central eléctrica, un monasterio, un manantial sagrado, una capilla y muchos otros edificios, así como un parque que es hoy en día un jardín botánico.
Es uno de los 100 sitios turísticos nacionales.